# Watanabe Kazan

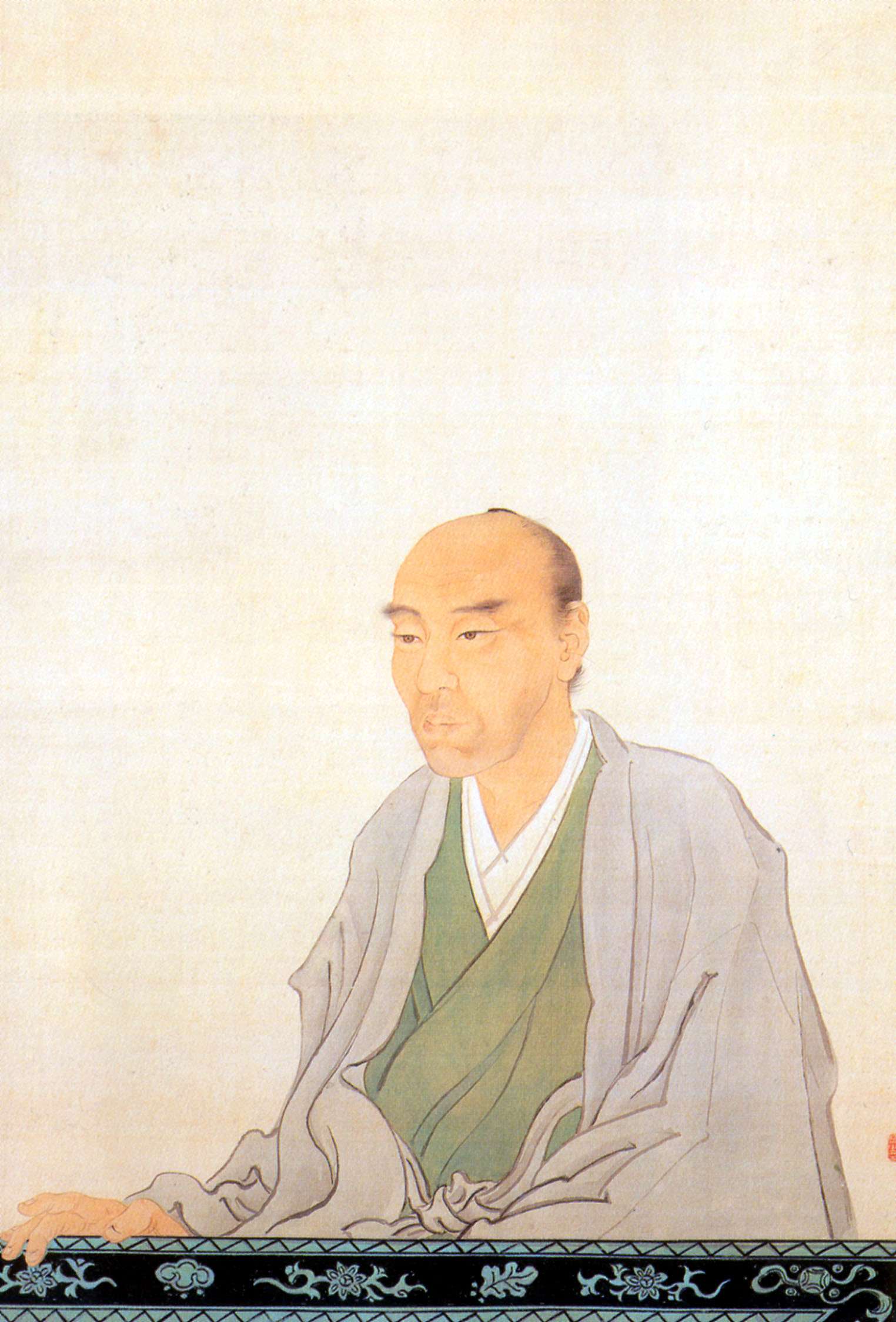
Watanabe, posthum gemalt von Tsubaki Chinzan

Watanabe Kazan (japanisch 渡辺 崋山; * 20. Oktober 1793 in Edo; † 23. November 1841) war ein japanischer Maler, der sich gleichzeitig mit der Verwaltung seiner Provinz, mit der westlichen Wissenschaft sowie mit Fragen der Landesverteidigung befasste in einer Zeit, die durch soziale und politische Unruhen geprägt war.

## Leben
Kazan wurde im heutigen Hayabusachō in der Edo-Residenz des Tahara-han (Provinz Mikawa, heute Präfektur Aichi) geboren. Sein Vater war in verschiedenen Funktionen, zum Schluss als Leiter der Verwaltung (toshiyoriyaku) für das Han tätig. Der mit 12.000 koku kleine Han (Lehen) war in wirtschaftlichen Schwierigkeiten, die sich auch auf die Lebensumstände der Watanabe-Familie auswirkten. Kazan erhielt mit 13 Jahren erste Unterweisungen in die Lehre des Konfuzius u. a. durch Satō Issai und Matsuzaki Kōdō (1771–1844). 1819, also mit 16 Jahren besuchte er zum ersten Male seine Heimatstadt Tahara. Im selben Jahr begann er in Edo unter Shirakawa Shizan (?–1857?) Malerei zu studieren, ab dem folgenden Jahr Nanga-Malerei unter Kaneko Kinryō (?–1817) und Tani Bunchō. In Bunchōs Atelier lernte er später Bilder von Shin Nanpin kennen, die er kopierte.
1818 reichte er bei seinem Fürsten eine Denkschrift zur Verbesserung der Verwaltung ein, worauf er zum zweiten Male sich kurz in Tahara aufhielt. Zurück in Edo wurde er gebeten, für das Buch Gendō hogen von Kyokutei Bakin Illustrationen anzufertigen. Für Skizzen dafür besuchte er die Poststation Okegawa nördlich von Edo. 1824 lernte er den Arzt des Han, Suzuki Shunzan (1801–1846), kennen, der sein Interesse an Rangaku weckte. Im März 1826 traf er Heinrich Bürger, ein Mitglied der Holländischen Mission, die turnusgemäß Edo besuchte. 1827 ersetzte er das erste Zeichen seines (künstlerischen) Vornamens 華, „Blume“, das er benutzte, seit er etwa 20 war, durch das gleichlautende 崋, den Namen eines Berges in China.
Die wirtschaftliche Lage in der Provinz blieb schlecht. Und als dann der Fürst zum „Kommissar für die Feierlichkeiten in Nikkō“ (Nikkō sairei bugyō) ernannt wurde, vergrößerte sich die Belastung des Han weiter. 1832 wurde Kazan zum Leiter der Han-Verwaltung ernannt und musste sich nun auch um die Küstenverteidigung kümmern. 1833 war er wieder zur Bestandsaufnahme in Tahara. Nun wurde Japan von der Hungersnot der Tempō-Zeit (天保飢饉, Tempō no kikin) 1833–1836 heimgesucht. Kazan trat der Shōshikai (尚歯会) genannten Vereinigung bei, die sich seit 1836 mit sozialen Fragen befasste, dabei shogunatskritisch war. Als Kazan die Leitung der Residenz in Edo während der Abwesenheit des Fürsten übernehmen musste, reichte er, körperlich geschwächt, ein Rücktrittsgesuch ein, das aber nicht angenommen wurde.
Im April 1838 verfasste er auf Bitten von Egawa Hidetatsu (1801–1855) Schriften zur Landesverteidigung. Mit seinen Schriften Gekizatsu wakumon (鴃舌或問) und Shinkiron (慎機論) kritisierte er die Maßnahmen der Regierung gegenüber dem Japan bedrängendem Ausland. 1838 hatte er Gelegenheit, sich mit dem Leiter der Holländischen Station Dejima, J. E. Niemann auszutauschen.

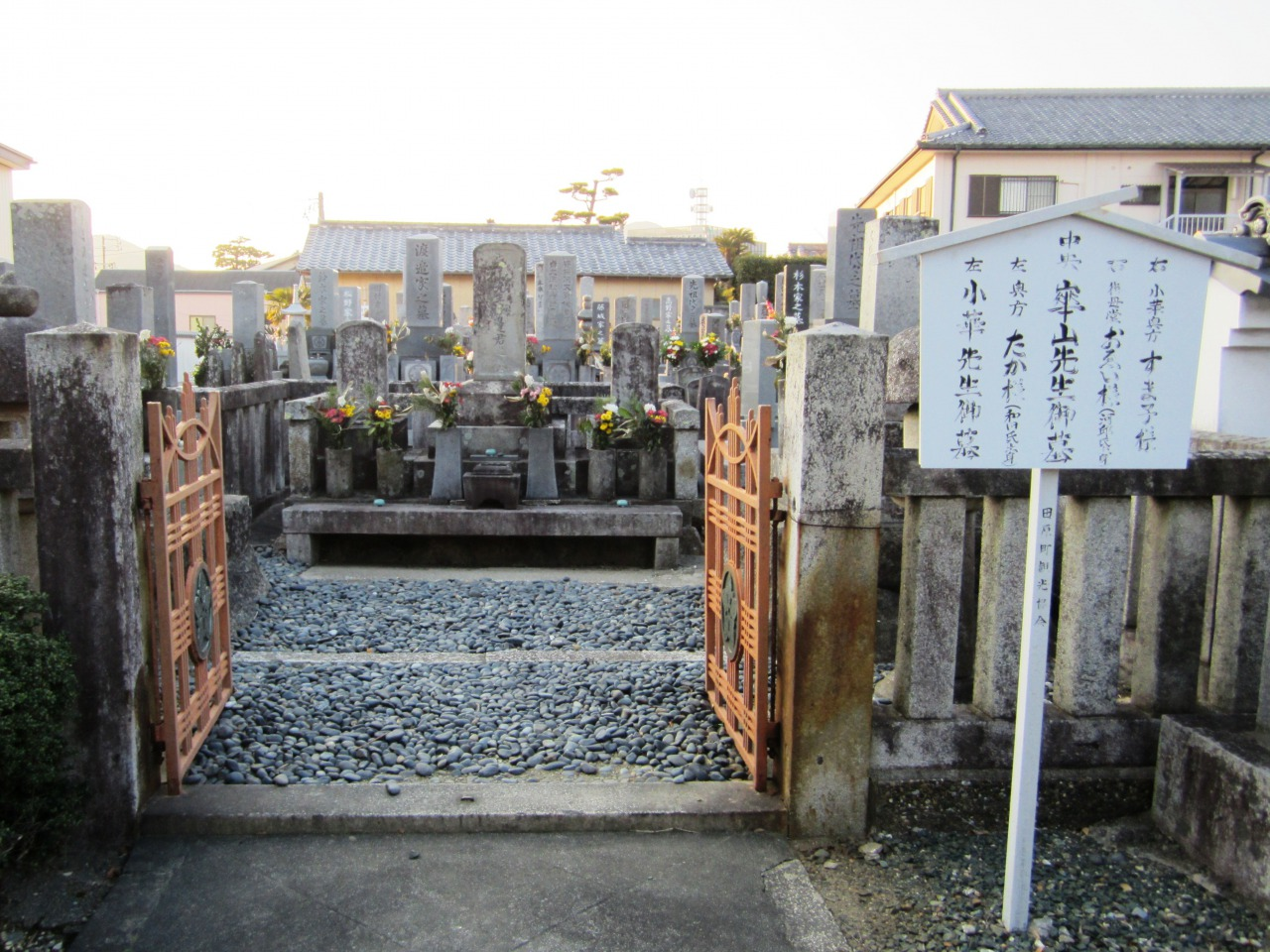
Grabanlage von Watanabe Kazans Familie

1839 nahm das Shogunat, durch den Morrison-Zwischenfall in Unruhe geraten, Kazan und seine Mitstreiter Takano Chōei (1804–1850) und Koseki San’ei (1787–1837) fest, sie gerieten in die sogenannte „Bansha-Hölle“ (蛮社の獄, Bansha no goku). Durch Fürsprache blieb Kazan die Todesstrafe erspart, er wurde jedoch 1840 aus Edo ausgewiesen und in Tahara unter Hausarrest gestellt. Er widmete sich dort ganz der Malerei und versuchte, eine Vereinigung zur Verkauf seiner Bilder zu gründen. Als das bekannt wurde, nahm er sich das Leben, um seinem Fürsten Schwierigkeiten ersparen. Er wurde in Tahara im Jōhō-ji bestattet, die Grabanlage seiner Familie ist erhalten.

## Malerisches Werk
Obwohl mit den Verwaltungsaufgaben für seine Provinz viel beschäftigt, nahm Kazan sich sein Leben lang Zeit zu skizzieren und zu malen. Seine frühen Bilder zeigen noch die Einflüsse seiner Lehrer, mit seinen einfühlsamen Porträts gelangte er zu einem ganz eigenen Stil. Trotz der schwierigen Lebensumstände bewahrte er sich einen humorvollen Blick auf seine Umgebung, wie seine erhaltenen Skizzenbücher zeigen. Sein bekanntestes Werk ist das Porträt des Takami Senseki, (鷹見泉石, 1785–1858), Verwaltungsleiter (Karō) des Koga-han in der Provinz Shimousa aus dem Jahre 1837 (Nationalschatz).
Zu seinen Schülern zählt vor allem Tsubaki Chinzan (1801–1854).

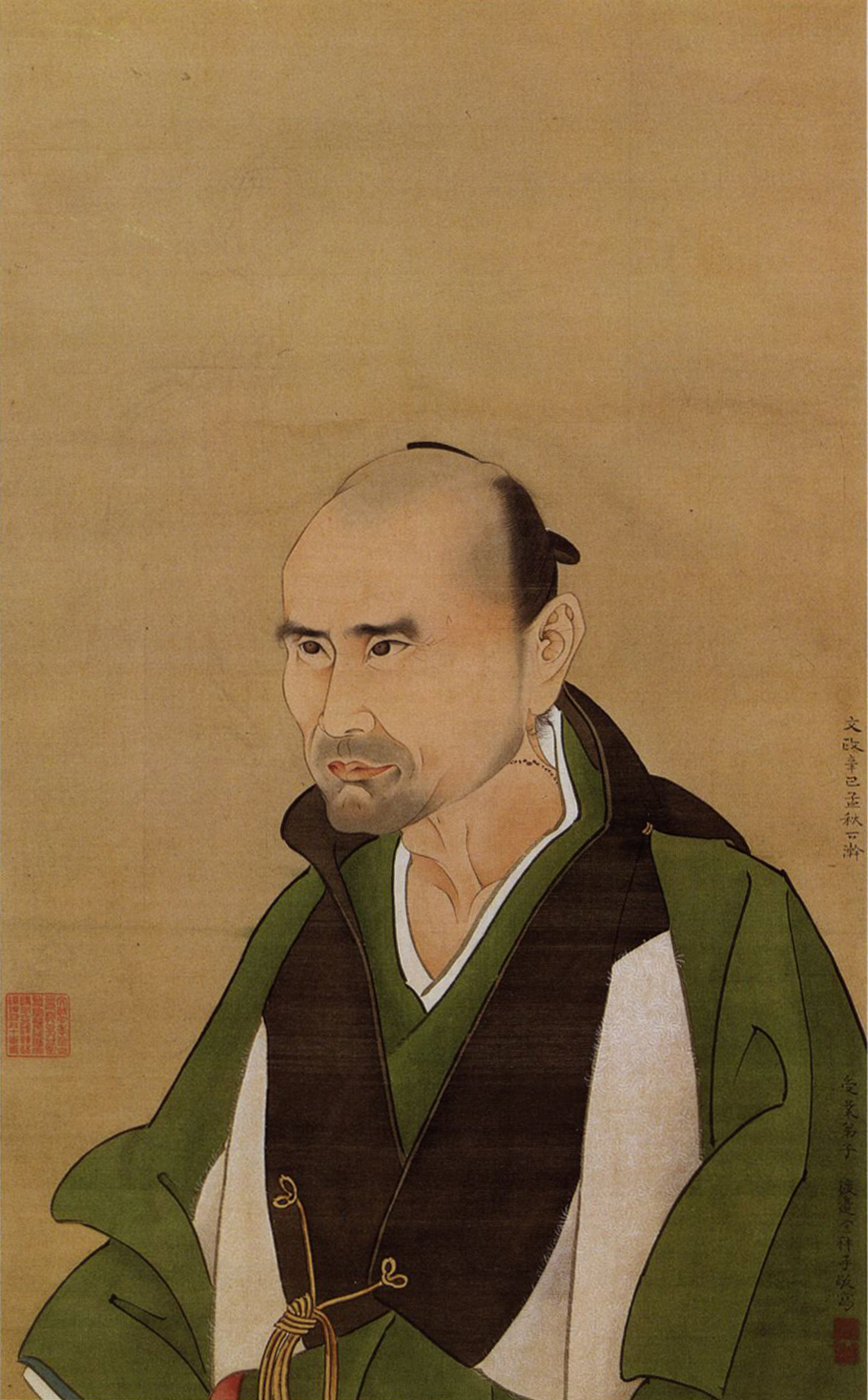
Satō Issai, 1821 (80,7 × 50,2 cm)[Anm 2] TNM
Takami Sekisen, 1837 (116,0 × 58,0 cm) TNM
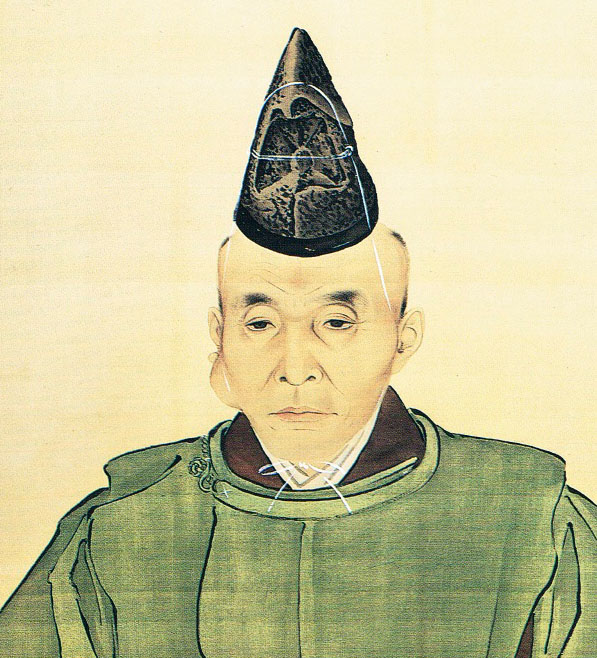
Ichikawa Beian 1837
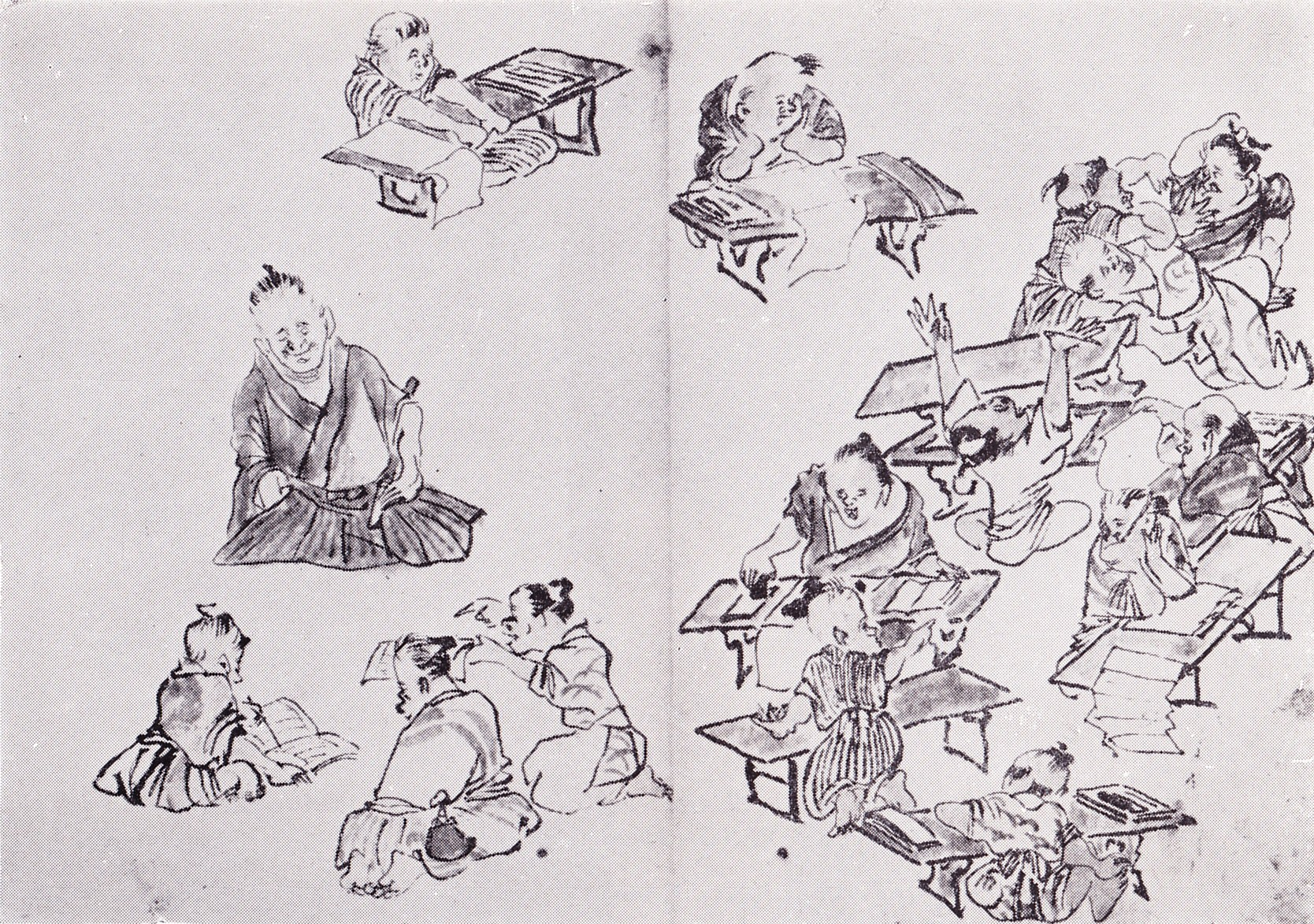
In der Tempel-Schule